# Aphrastomyia longirostris
Aphrastomyia longirostris är en tvåvingeart som beskrevs av Jaschhof och Uwe Kallweit 2004. Aphrastomyia longirostris ingår i släktet Aphrastomyia och familjen svampmyggor.
Artens utbredningsområde är Costa Rica. Inga underarter finns listade i Catalogue of Life.